# Pholcus sidorenkoi
Pholcus sidorenkoi är en spindelart som beskrevs av Peter Mikhailovitch Dunin 1994. Pholcus sidorenkoi ingår i släktet Pholcus och familjen dallerspindlar. Inga underarter finns listade i Catalogue of Life.